# 중해금
중해금(中奚琴)은 1960년대에 대한민국의 해금을 비올라와 비슷하게 현대적으로 개량한 조선민주주의인민공화국의 현악기이다.

중해금

중해금은 비올라가 가지고 있는 현대적인 소리와 해금이 가지고 있는 전통적인 소리를 동시에 가지고 있는 악기로서 북한의 합창 및 성악이나 클래식 연주시에도 많이 사용되는데, 중해금은 비올라 옆에 앉이서 연주하기 때문에 서양악기와도 융합이 잘맞는다.
중해금은 조현도 비올라와 유사하게 c-g-d'-a' 완전5도 간격으로 한다. 역시 실음은 기보음보다 장2도 낮아 Bb조 악기로 분류된다. 음역은 기보음 기준으로 c-a"'까지 3옥타브를 넘는다. 중해금은 간혹 독주 악기로 쓰이기도 하지만, 대부분 중주나 합주에서 쓰인다. 연주 자세는 소해금과 동일하며, 이 때문에 바이올리니스트가 간혹 비올라도 연주하는 것과 마찬가지로 소해금 연주자가 중해금 연주를 겸하는 경우도 있다.
소해금, 중해금, 대해금, 저해금 네 종류 모두 4현에 지판이 있고 활이 독립된 형태로 개량되었기 때문에 바이올린족 악기들의 연주법 거의 모두를 그대로 사용할 수 있다.

## 같이 보기
- 북한의 개량악기